# Kinga Legieta
Kinga Legieta (ur. 2 sierpnia 1997 w Częstochowie) – polska siatkarka plażowa, wielokrotna reprezentantka Polski w turniejach międzynarodowych FIVB. W 2018 roku w Krakowie w parze z Aleksandrą Wachowicz zajęła drugie miejsce w finałach Mistrzostw Polski w siatkówce plażowej kobiet, a także wywalczyła Puchar Polski podczas turnieju Plaża Open rozgrywanego w Białymstoku.